# Parti jatiya (Manju)
Ne doit pas être confondu avec Parti jatiya (Ershad).
Le Parti Jatiya (Manju) (littéralement Parti national (Manju)) est un parti politique du Bangladesh, dirigé par Anwar Hossain Manju. Il s'agit d'un groupe dissident du parti Jatiya original, fondé par le dictateur militaire Hossain Mohammad Ershad. Il s'est séparé du premier parti Jatiya à la fin des années 1990, lorsqu'Ershad a rejoint le parti nationaliste et le Jamaat pour former l'alliance des quatre partis. Ses deux principaux dirigeants ont été ministres sous Ershad.
Le parti est enregistré auprès de la Commission électorale du Bangladesh sous le nom de « Jatiya Party-JP ».

## Contexte de la création
Le 23 juin 1996, les députés du Parti Jatiya (JP) ont tenu une réunion au cours de laquelle il a été décidé qu'Anwar Hossain Manju, secrétaire général du JP, assumerait les responsabilités du chef du parti parlementaire en l'absence de son président Ershad.
Le même jour, après les élections de juin, le JP a déclaré qu'il ne se joindrait pas au gouvernement de coalition dirigé par la Première ministre Sheikh Hasina, leader de la Ligue Awami,. Toutefois, le JP lui a apporté son soutien, en échange de trois sièges réservés aux femmes et d'un poste ministériel dans le gouvernement de consensus national de Hasina. Anwar Hussain Manju a été nommé ministre et s'est vu confier le portefeuille des communications,.
A la fin du mois d'avril 1997, Manju a été nommé vice-président du JP, en remplacement de Mizanur Rahman Chowdhury qui a été relevé de ses fonctions. Manju a également poursuivi ses fonctions de secrétaire général du JP.
Le 30 juin 1997, le JP s'est officiellement divisé, chaque faction prétendant être le véritable JP et expulsant l'autre. Kazi Zafar Ahmed et Shah Moazzem Hossain, deux chefs rebelles précédemment expulsés par Ershad, ont été élus coprésidents lors d'une session du conseil d'une journée tenue ce jour-là, bien qu'aucun des trente législateurs du JP ou des membres du præsidium du JP n'ait été vu présent. Le secrétaire général du JP, Manju, a affirmé que la faction dirigée par Ershad serait le véritable JP, quelle qu'elle soit. À cette époque, le chef rebelle du JP, Kazi Zafar Ahmed, qui n'était pas d'accord avec la position d'Ershad à l'égard du gouvernement de l'Hasina, a demandé à Manju de démissionner de son poste au cabinet.
Le 14 septembre 1997, le président du JP, Ershad, a retiré le soutien de son parti au gouvernement.  À l'époque, on s'attendait à ce que la scission officielle se produise avec la démission de Manju, quelques jours plus tard, du cabinet Hasina.
Le 2 mars 1998, Ershad a officiellement demandé à Manju de quitter son poste au sein du cabinet ou de démissionner de son poste de secrétaire général. Ne recevant aucune réponse dans les douze heures, Ershad l'a démis de ses fonctions. La décision d'Ershad a été contestée par de nombreux membres du parti, car Manju bénéficiait d'un soutien important au sein du parti ainsi que parmi les 33 députés du parti,,.
À la mi-juin 1998, le Dhaka Courier a rapporté que le cabinet Hasina allait probablement subir un remaniement et que Manju, qui avait été choisie comme « trouble-fête », deviendrait probablement ministre de l'Énergie, en remplacement d'Hasina.

## Élections
La faction Manju du parti Jatiya a été formée en 1999 par des dissidents du parti dirigés par Anwar Hossain Manjur et Mizanur Rahman Chowdhury. Le parti Jatiya (Manju) détient un siège au Parlement depuis les élections de 2001. Manju représente la circonscription de Pirojpur-2 qui comprend les upazilas de Kawkhali, Bhandaria et Indurkani. Il a été élu membre du Jatiyo Sangshad six fois dans cette circonscription : en 1986, 1988, 1991, 1996, 2001 et 2014.
Manju a été ministre de l'énergie et des ressources minérales du Bangladesh de 1985 à 1988, sous Ershad. Il a également été ministre des communications de 1988 à 1990 pour le gouvernement d'Ershad. Depuis les élections générales de 2018, il est le ministre des Ressources en eau. Lorsque la Ligue Awami a obtenu la majorité des sièges au Jatiya Sangsad, le parti Jatiya l'a soutenue pour former le gouvernement et a rejoint le cabinet.